# Франсіско Аморос
Франсіско Аморос-і-Ондеано (19 лютого 1767, Валенсія, Іспанія — 8 серпня 1848, Париж, Франція) — педагог, військовий діяч, організатор фізичного виховання в Іспанії та Франції.
Під час наполеонівських воїн в Іспанії, Аморос підтримував французів і в 1816 став громадянином Франції. Засновник системи фізичного тренування солдатів у французькій армії, яка отримала назву «французької гімнастики». Одним із перших усвідомив важливість ритму в гімнастиці, поєднував гімнастичні вправи з музикою і співами. Винайшов нові гімнастичні снаряди.
Військово-прикладні вправи включали ходьбу і біг, стрибки, плавання, стрільбу, фехтування, перенесення навантажень, верхову їзду.

## Біографія
Ондеано народився у Валенсії, Іспанія, в сім’ї бригадира іспанської армії. У віці дев'яти років він навчався в школі Сен-Ізодор у Мадриді. У шістнадцять років він пішов на військову службу в якості піхотинця в армії Кордоне.